# Otamixaban

Otamixaban é um fármaco que age como inibidor direto do fator Xa.